# Michael (Roman)
Michael ist ein Roman von Joseph Goebbels. Das im Jahr 1929 beim Franz-Eher-Verlag in München erschienene Werk beschreibt gemäß seinem Untertitel „Ein deutsches Schicksal in Tagebuchblättern“. Es gilt in der Literaturwissenschaft als wenig gelungen und ist heute nur noch in seinem historischen Kontext von Interesse.

## Entstehung
Das Buch wird häufig als semiautobiografisch beschrieben. Goebbels mischt seinen eigenen Werdegang mit dem eines wenige Jahre nach dem Ersten Weltkrieg bei einem Unfall unter Tage ums Leben gekommenen Jugendfreundes namens Richard Flisges.
Eine erste ungedruckte Fassung entstand 1924. Für die Veröffentlichung im Jahr 1929 nahm Goebbels wesentliche Veränderungen vor: Er baute nun die Ideologie des Nationalsozialismus ein. Goebbels’ einziger Roman blieb auch das einzige bekannte belletristische Werk des Autors.

## Inhalt
Michael war Frontsoldat im Ersten Weltkrieg und hat als solcher schlimme Erlebnisse hinter sich, die sich tief in sein Bewusstsein eingegraben haben. Zur Zeit der Weimarer Republik studiert er zunächst, immer nur ein einziges Buch bei sich tragend (Goethes Faust, der Tragödie erster Teil, für den zweiten ist er nach eigener Angabe „zu dumm“), wird dann aber Bergmann, weil er denkt, dem Erstarken Deutschlands als solcher besser dienen zu können.
Die erzählte Zeitspanne umfasst eineinhalb Jahre. An deren Ende kommt Michael im Bergwerk ums Leben. Im Zentrum seiner häufig betont antiintellektuellen Aufzeichnungen steht die Suche nach Gott. Hierbei stellt er auch zum Teil abenteuerliche Betrachtungen über Jesus Christus (dass dieser kein Jude war, müsse nicht wissenschaftlich bewiesen werden, es stehe fest), Nietzsche, Goethe, Vincent van Gogh, Mozart und Beethoven an. Im Finale taucht eine Erlöserfigur in Form eines Adolf Hitler ähnelnden Charakters auf. Daneben ist auch eine Liebesgeschichte Zutat für den Roman.

## Rezeption
Das Buch hatte insbesondere in der Zeit des „Dritten Reichs“ zahlreiche Auflagen.
Der Historiker Klaus Vondung sieht in dem Untertitel des Romans einen „repräsentativen Anspruch“ signalisiert. Dass Michael einigen Aufschluss über den Geisteszustand und die Selbstsicht Goebbels’ geben kann, meint Joachim Fest. Für Claus-Ekkehard Bärsch steht 1987 allerdings seine „strikte psycho-historische und geistesgeschichtliche Interpretation noch aus“. Ansonsten gilt das Buch als pseudo-expressionistisches und von „irrationalem völkischem Nazi-Pathos durchdrungenes Machwerk“.
In den 1970er Jahren wurde der Roman von Elfriede Jelinek unter gleichem Titel als „Jugendbuch für die Infantilgesellschaft“ (1972) karikiert. Hanns Dieter Hüsch sprach den Roman 1974 in Goebbels’ Originaltext für eine Schallplatte ein, um nachwachsende Generationen für die Fragen „Wie konnte man darauf reinfallen? Wo hat das angefangen? Wie konnte es soweit kommen?“ zu sensibilisieren.
1987 erschien unter dem verkürzten Titel Michael: A novel  eine ins amerikanische Englisch übersetzte Ausgabe von Joachim Neugroschel bei Amok Press in New York.
Eine japanische Übersetzung von Hiroshi Ikeda (池田浩士), Professor an der Universität Kioto, erschien 2001 im Verlag Kashiwa shobō (柏書房) in Tokio.
2013 erschien eine russische Übersetzung im Verlag Algoritm. Der Vorsitzende des Kongresses der jüdischen religiösen Organisationen und Vereinigungen Russlands, Rabbiner Sinowi Kogan, kritisierte im August 2013 in Moskau die Herausgabe, in einem Gespräch mit der Agentur RIA Novosti:

„Die Redefreiheit und die fehlende Zensur sehen keineswegs die Veröffentlichung derartiger Romane vor. Goebbels, Hitler und deren Weggefährten wurden als Verbrecher verurteilt und die Herausgabe ihrer Werke ist eine Zeitbombe für den Frieden und die Eintracht in unserer Gesellschaft. Sie ist gegen die junge Generation und gegen all diejenigen gerichtet, die jetzt ins Leben treten.“